# Европейские цифровые права
Европейские цифровые права (EDRi) — международная общественная организация по защите прав человека в интернете. Полное наименование — European Digital Rights. Штаб-квартира компании расположена в Брюсселе.
Целью организации является продвижение, защита и поддержка прав человека в интернете и в сфере инфокоммуникаций и технологий. EDRI занимается такими вопросами, как защита персональных данных, цифровые права, конфиденциальность и анонимность в интернете, а также авторское право и свобода слова в европейском интернет-пространстве.
EDRi предоставляет не только голос гражданскому обществу, но и платформу для обеспечения, соблюдения европейской политикой прав и свобод человека в цифровом пространстве.

## История
Организация основана в 2002 году в Берлине 10 неправительственными организациями из семи стран Европы. К 2014 году в состав EDRi входит 34 организации из 21 европейской страны.

## Деятельность
Для информирования общества о проблемах цифровых прав в сфере инфокоммуникаций и технологий EDRi устраивает общественные кампании.
Так, ключевой кампанией, учрежденной EDRi, является кампания против принятия Европейским парламентом Международного соглашения по борьбе с контрафактной продукцией (англ. Anti-Counterfeiting Trade Agreement, ACTA), которое было успешно отвергнуто Европейским парламентом в 2012 году.
Для выборов в Европейский парламент в 2014 году EDRi составила Хартию цифровых прав, которая включает в себя 10 принципов по защите прав в интернете. Организация также выступала по вопросам обработки списков пассажиров рейсовых перелётов (англ. passenger name records) и в поддержку реформы авторского права в Европейском союзе.
EDRi выпускает публикации по важнейшим вопросам в сфере цифровых прав, и издает информационный бюллетень EDRi-gram.